# Sovětské raketoplány
Sovětské raketoplány, s výjimkou Buranu  řada nerealizovaných projektů stavby raketoplánu v Sovětském svazu. Ani Buran sovětské kosmonauty do vesmíru nedopravil. 

## První projekty
V letech 1957-1958 pod hlavní konstrukční kanceláří OKB-1, kterou vedl Sergej Koroljov, působilo několik dalších.
Počátkem roku 1957 konstrukční kancelář OKB-23 Vladimíra Mjasiščeva začala vytvářet projekt okřídlené kosmické kabiny, o rok později však byl zamítnut. Obdobný projekt malého kosmického kluzáku vytvořili v roce 1958 v OKB-256 pod vedením konstruktéra Pavla Cybina. Ten Koroljova zaujal a nechal jej rozpracovat. Pojmenoval jej Lapotok, označení měl VKA-23. Měl to být malý letoun s ocelovými, vyklápějícími křídly, který měly vynést na oběžnou dráhu rakety R-7 a R-8. Odtud měl klouzavým letem sestoupit během 2 hodin, v atmosféře otevřít svá křídla a přistát na Zemi na dvou ližinách. Křeslo s pilotem mělo mít svůj padák pro případ nehody. Projekt byl v roce 1960 zrušen pro technické problémy. Pavla Cybina si vzal Koroljov k sobě do OKB-1.
Také Ministerstvo obrany SSSR předložilo plány rozvoje Rudé armády, a součástí plánu byl také projekt Kosmoljotu. Mělo to být vojenské letadlo, schopné letět do výšky 60 km rychlostí 10 M.
V roce 1960 v této oblasti začala pracovat nová, vojenská konstrukční kancelář OKB-52 Vladimira Čelomeje. Jejich projekt byl realizován v podobě makety MP-1.

### MP-1
Jednalo se o několikamístnou okřídlenou kosmickou kabinu. Měla být schopná přiblížit se na  orbitální dráze k družicím USA a eventuálně je i zlikvidovat. Zkušební let byl odstartován 27. prosince 1961 z kosmodromu Kapustin Jar, maketu vynesla k suborbitálnímu letu raketa R-12. Letěla 1760 km s maximální výškou 406 km. Druhý zkušební let byl proveden v březnu 1963. Pak byly zkonstruovány nové prototypy R-1 a R-2, projekt byl však v roce 1964 zrušen.

### Spiral
V roce 1962 byla pověřena konstrukční kancelář OKB-155 v Tušinu u Moskvy vedená Arťomem Mikojanem vývojem raketoplánu s původním označením 50-50, v roce 1965 přejmenovaným na raketoplán Spiral. Jednalo se o dvoustupňový raketoplán, přičemž prvním stupněm bylo hypersonické letadlo dosahující rychlosti M-4 s použitím leteckého petroleje, či M-6 s kapalným vodíkem. Na jeho hřbetě byl vlastní raketoplán. Byl to raketový kluzák pro 1 osobu s dvoustupňovou urychlovací raketou. Byl určen pro krátký let, jeho hlavním úkolem bylo kontrolovat či ničit americké družice, pomáhat posádkám kosmických lodí a stanic.  V roce 1969 byly z kosmodromu Pleseck vypuštěny tři makety raketoplánu s označením BOR-1 a 3. Přistály po 2000 km dlouhém letu na kosmodromu Kapustin Jar. Téhož roku byl projekt z finančních důvodů zastaven. Na rozpracování projektu pokračoval až do své smrti Koroljov. 
O tři roky později byl projekt konstruktérem Gluškem upraven, přejmenován na Projekt 105.11 a bylo provedeno jeho osm zkoušek ve vesmíru. V roce 1978 byl projekt ukončen podruhé s ohledem na přípravu velkého raketoplánu Buran.

## Další projekty
Po úmrtí Koroljova převzal jeho OKB-1 Valentin Gluško  a začal v roce 1974 mj. projektovat nový raketoplán, nazvaný Gluškoljot či podle vedoucího inženýra projektu Trufanova Trufoplán. Podle projektu měl být stroj ve tvaru kužele, který by po absolvovaném letu přistával s pomocí padáku na lyžích a v poslední fázi pomocí raketových motorků. Projekt byl inspirován plány vysazování lehkých tanků. Dopravu na oběžnou dráhu měla obstarat raketa Proton. I tento projekt byl v květnu roku 1976 pozastaven, protože přednost byla dána projektu raketoplánu Buran.
Konstruktér Čeloměj navrhl na přelomu let 1978/1979 Leonidu Brežněvovi, že zkonstruuje alternativní raketoplán k tehdy připravovanému Buranu. Přestože s návrhem neuspěl, rozhodl se jej v jím řízeném konstrukčním středisku OKB-52  postavit tajně. Využil části jim připravovaných projektů Almaz, MP-1, M12 a za jeden měsíc prototyp v světle zeleném nátěru s rudými hvězdami vyrobil. Ač se ministrovi obrany Dmitroji Ustinovi líbil, konkurenční středisko Gluška (dříve Koroljova) dosáhlo zrušení projektu a Čelomějev byl za nežádoucí aktivitu (utrácení) potrestán důtkou.
Počínaje rokem 1982 došlo k řadě letů Kosmosů, které byly menšími maketami a prototypy pozdějšího raketoplánu Buran. Jednalo se mj. o Kosmos 1374, Kosmos 1445. Kosmos 1517, Kosmos 1914.

### Uragán
Ve stejné době byl zkonstruován a odzkoušen další typ raketoplánu pod označením Uragán. Byl veliký jako čtvrtina projektovaného raketoplánu USA. Vyprojektovala jej konstrukční kancelář NPO Molnyja. Měl za úkol ničit americké raketoplány. V roce 1987 byly vypuštěny pod klamným označením Kosmos 1871 a Kosmos 1873 desetitunové makety Uragánu. I tento program byl později zrušen..

### MAKS
V roce 1989 byl na výstavě v Paříži představen obří letoun An-225, který měl do vesmíru vynést raketoplán MAKS na svém hřbetu. I jeho maketa byla součástí výstavy..

## Raketoplán Buran
Z dlouhé řady  projektů byl nejlépe vyřešen a realizován a odzkoušen roku 1989 raketoplán Buran, nicméně po rozpadu Sovětského svazu byl z finančních důvodů zastaven.